# ازدواج بدون وصال
ازدواج بدون وصال یا ازدواج بدون رابطه جنسی ازدواجی است که در آن رابطه جنسی وجود ندارد یا خیلی کم است.
بعضی از زوج‌ها تا مدت‌ها بعد از ازدواج، موفق به انجام ارتباط زناشویی نمی‌شوند؛ به طوری که زن و مرد همچنان باکره باقی می‌مانند. این زوج‌ها به دلیل شرم یا ترس، مشکل خود را بازگو نمی‌کنند. روان‌درمانی، مشاوره و آموزش جنسی توسط روان‌پزشک و در صورت صلاحدید او مصرف داروهای ضداضطراب می‌توانند مشکل بیمار را حل کنند تا آمیزش بین زوج‌ها صورت گیرد.

## دلایل پزشکی
شامل:
1. بی‌جنس‌گرایی
2. بیماری مزمن
3. ناتوانی
4. سردمزاجی و سرکوب احساسات جنسی دوران بلوغ
5. اختلال نعوظ و ناتوانی‌های جنسی در مرد
6. باورهای فرهنگی غلط
7. تصورات غیر واقعی
8. عدم اطلاع و آگاهی زوج‌ها از اندام‌های جنسی و عمل جنسی